# Patricius
Patricius (patricier) var en hederstitel som Konstantin den store införde för den som hade gjort viktiga insatser för Romerska riket. 
I slutet av 400-talet bars titeln av den person som, bakom den kejserliga tronen, i praktiken hade makten i imperiet, vanligen en romersk general som Stilicho, Aetius, Bonifatius och Ricimer.